# Бардиж, Кондрат Лукич
Кондра́т Луки́ч Ба́рдиж (9 марта 1868 — 9 марта 1918) — казачий политик и общественный деятель, член Государственной Думы Российской империи всех её созывов, министр внутренних дел в Кубанском правительстве.

## Биография
Родился в станице Брюховецкой. Учился в Кубанской войсковой гимназии, но в 1885 году вынужден был её оставить, в числе других двенадцати учеников старших классов, исключённых за принадлежность к «нелегальному кружку». В следующем году Бардиж поступил в Ставропольское юнкерское училище. Окончив двухлетний курс училища с наградой, был произведён в хорунжие и, по собственному желанию, зачислен в 1-й казачий Полтавский полк, стоявший на персидской границе. Прослужив 12 лет на границе, Бардиж вышел в запас, поселился в родной станице и занялся сельским хозяйством.

### Политическая деятельность
В 1903 году станичники избрали его своим атаманом и нашли в нём хорошего хозяина и выдающегося администратора, благодаря чему казаки в 1906 году послали его своим представителем в Первую Государственную Думу.
В Думе Бардиж вошёл в состав партии Народной Свободы, членом которой оставался до смерти. Трижды переизбирался в Думу, оставаясь её бессменным членом во время следующих трёх созывов. В Думе работал в казачьей группе, комиссии по самоуправлению и военно-морской комиссии. Работал над вопросами о введении земского самоуправления в казачьих областях и облегчении воинской повинности для казаков.
Одновременно состоял одним из выборных директоров Черноморско-Кубанской железной дороги.
Во время Первой мировой войны Бардиж был председателем Екатеринодарского комитета Всероссийского земского союза помощи больным и раненым воинам.

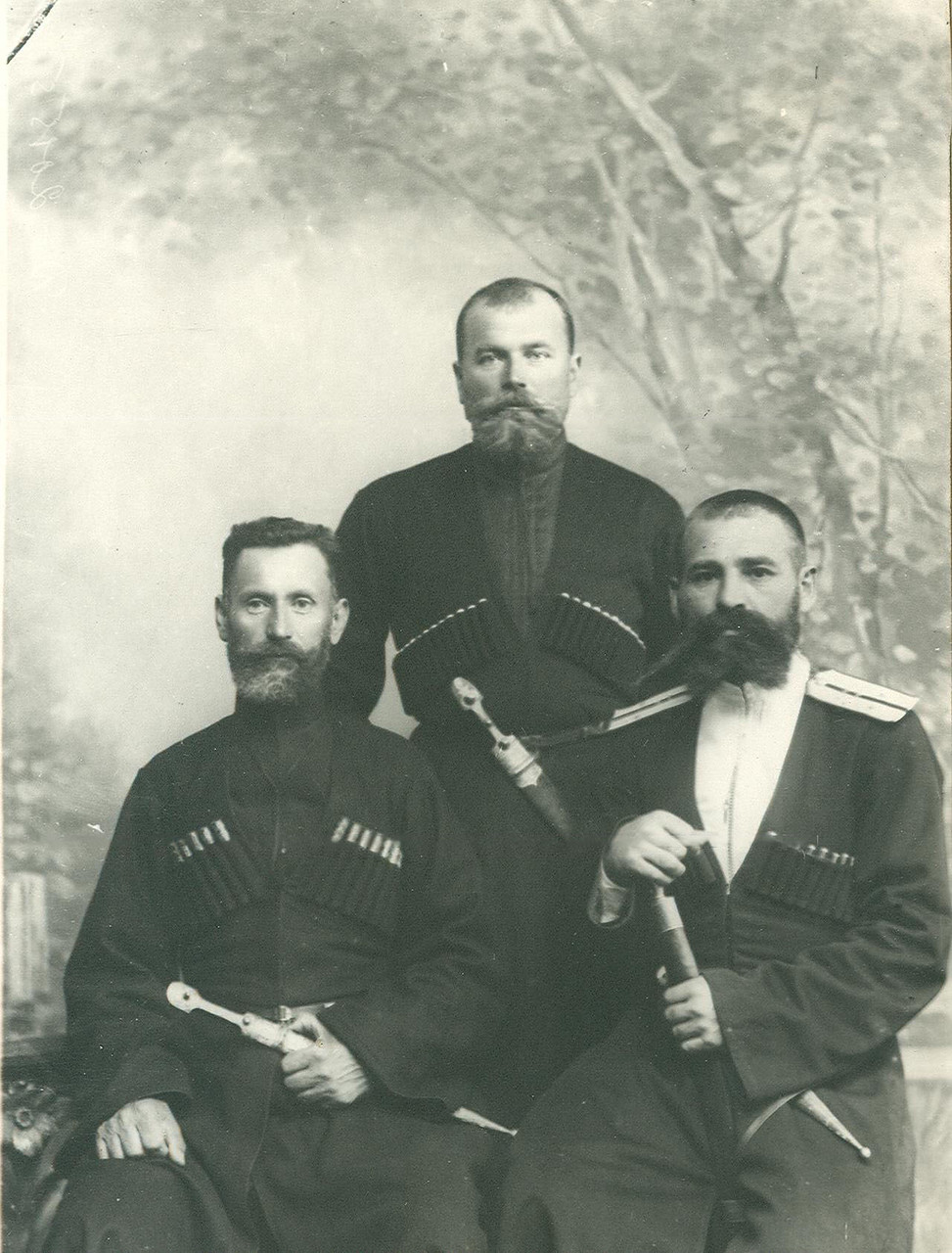
Депутаты 1-й Думы кубанские казаки: Никифор Кочевский, Пётр Гришай и Кондрат Бардиж.

### Революция
В первые же дни после Февральской революции Бардиж вернулся на Кубань в качестве комиссара Временного правительства, но потом сложил свои полномочия и был избран Кубанской Радой представителем Кубани при Временном правительстве, но не успел занять этот пост из-за произошедшей новой революции. В начале ноября 1917 года Кубанская Законодательная Рада утвердила назначение Бардижа на пост члена Кубанского правительства, заведующего внутренними делами.
По его инициативе, кубанский парламент — Законодательная Рада был создан на «паритетной» основе (46 казаков, 46 иногородних и 8 горцев) и таким же «паритетным» стало правительство Кубанской народной республики (5 казаков, 5 иногородних, 1 горец). Добившись такого решения вопроса, Бардиж уклонился от участия в «паритетном» правительстве, а взялся за дело, признанное им наиболее важным: за создание казачьих вооружённых сил, которые могли бы заменить демобилизовавшиеся кубанские полки. Для своих добровольцев он использовал старинный термин «Вольные казаки».
Незадолго перед падением Екатеринодара, 27 февраля 1918 года, Бардиж с двумя сыновьями, прапорщиком Дистерло и казаком Алексеем Шевченко (вестовым одного из сыновей) выехал из города в автомобиле в сторону Горячего Ключа. Он не был уверен в личной безопасности, так как выступал против назначения капитана Покровского командиром кубанских частей и ожидал с его стороны мести. Бардиж и его спутники, два его сына — офицера, Вианор и Николай, и четыре других казачьих офицера попали в руки красных недалеко от Туапсе в станице Воронцовке. Они были доставлены в Архипо-Осиповку. Здесь Бардиж выступил с речью, которая произвела такое впечатление, что местные власти решили отпустить их на волю. Однако как раз в это время через это селение проезжал грузовик с отрядом матросов, которые посадили арестованных в грузовик и отвезли их в Туапсе.
В Туапсе Бардиж и его спутники были посажены в тюрьму. На другой день они были переведены на баржу, стоявшую в порту. 9 марта 1918 года на барже у туапсинского мола их судил «революционный» суд. Бардиж принял все вины на себя и умолял покарать его одного, но победители постановили сначала показать отцу смерть его детей, а потом только прикончили его самого и остальных пленников. Бардиж погиб в день своего рождения, пятидесяти лет отроду.